# Catharina Svensson
Catharina Svensson, devenue Catharina Brink, née le 24 juillet 1982 à Copenhague, est une ancienne reine de beauté et avocate danoise.
Elle est la première Miss Terre à être couronnée.

## Biographie
Après son règne de miss, elle est diplômée en jurisprudence, puis travaille actuellement à la fois mannequin et avocat.
En 2015, elle est invitée d’honneur et la juge officielle de la finale Miss Terre 2015, tenue à Vienne, en Autriche.

## Vie privée
Le 6 octobre 2007, Catharina épouse Jan Brink, un dresseur équestre suédois, avec lequel elle a un enfant né en mars 2010.